# 凯·布卢姆
凯·布卢姆（德語：Kay Bluhm，1968年10月13日—），德国男子皮划艇运动员。他曾代表东德、德国参加1988年、1992年和1996年夏季奥林匹克运动会皮划艇比赛，获得三枚金牌、一枚银牌和一枚铜牌。